# Culcreuch Castle
Culcreuch Castle er en borg tæt på landsbyen Fintry, nær Loch Lomond, Skotland. Det har været hjem for baronen af Culcreuch siden 1699.
Den blev oprindeligt opført i 1296 af Maurice Galbraith, og har været sæde for Clan Galbraith fra 1320-1624. 
I 1980'erne blev borgen bygget om til et hotel, der blev drevet indtil 2020, hvor det lukkede for offentligheden af de amerikanske ejere. Indtil dette tidspunkt var det et af de ældste kontinuerligt beboede ejendomme i det centrale Skotland.